# آسه-له-ریبول
آسه-له-ریبول (به فرانسوی: Assé-le-Riboul) یک کمون در فرانسه است که در canton of Beaumont-sur-Sarthe واقع شده‌است. آسه-له-ریبول ۱۶٫۷۷ کیلومتر مربع مساحت دارد.